# Heybeliada
Heybeliada o Heybeli Ada (en griego, Χάλκη, Chalki) es la segunda isla más grande de las Islas de los Príncipes, ubicadas en el mar de Mármara. Se trata de un barrio del distrito de Adalar en Estambul, Turquía.

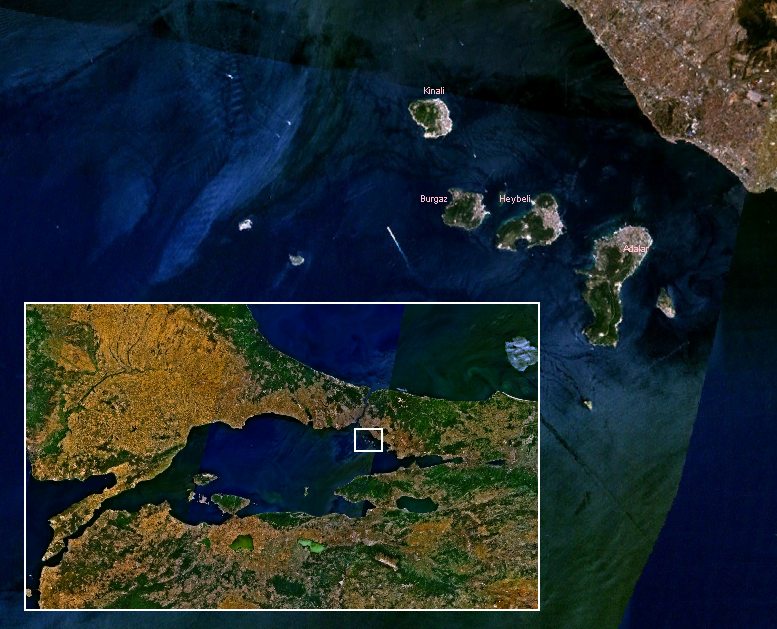
Imagen de satélite de las Islas Príncipe (Heybeliada es la tercera a la izquierda).

## Lugares de interés
Existen dos elementos arquitectónicos de interés en la isla, en los terrenos de la escuela naval: Kamariotissa, la única iglesia bizantina que queda en la isla y la última iglesia que se construyó antes de la conquista de Constantinopla; y la tumba del segundo embajador inglés que envió a Constantinopla Isabel I de Inglaterra, Edward Barton, quien decidió vivir en Heybeliada huyendo de la ajetreada vida de la ciudad.
En la cima del monte central se encuentra un monasterio ortodoxa del siglo XI, que alberga el seminario Halki (el principal seminario ortodoxo de Turquía y seminario teológico del Patriarcado Ecuménico de Constantinopla. El monasterio atrae a numerosos turistas de Grecia y Turquía.

## Demografía
La población en invierno es de unas 3.000 personas, aunque en verano los propietarios de las casas de veraneo vuelven y la población aumenta hasta 10 000.

## Transporte
Para evitar la contaminación, no se permite la circulación de vehículos motorizados (a excepción de los de servicio), por lo que los visitantes pueden desplazarse a pie, en bicicleta o en coches de caballos. No existe aeropuerto, por lo que la única forma de acceso es en barco.
- Datos: Q253317
- Multimedia: Heybeliada / Q253317